# Trévé
Trévé är en kommun i departementet Côtes-d'Armor i regionen Bretagne i nordvästra Frankrike. Kommunen ligger i kantonen Loudéac som tillhör arrondissementet Saint-Brieuc. År 2022 hade Trévé 1 680 invånare.

## Befolkningsutveckling
Antalet invånare i kommunen Trévé
Referens:INSEE